# Palorchestes
Il palorcheste (Palorchestes azael) è un grande marsupiale estinto, vissuto nel Miocene e nel Pleistocene in Australia.

## Descrizione
Di grande mole e di corporatura robusta questo strano animale sembrava un incrocio tra un canguro e un tapiro. Il grosso corpo era sorretto da quattro zampe munite di grandi artigli. La funzione di questi enormi artigli non è nota, forse servivano a sradicare tuberi e altre piante, o forse a difendersi dai predatori. Sul muso era probabilmente presente una corta proboscide, dato l'arretramento delle ossa nasali. Nel Miocene è nota un'altra specie più piccola e primitiva, P. painei.

## Tassonomia
Il nome del genere fu coniato nel 1873 dall'anatomista Richard Owen, che aveva trovato quello che egli riteneva fosse un frammento di mascella di un canguro preistorico; per questo gli assegnò il nome derivato dal greco antico e che significa antico saltatore. Nel 1945, il paleontologo Harold Fletcher pubblicò un articolo in cui traduceva il nome del genere come "antico danzatore".
Con il progressivo ritrovamento di altri elementi postcraniali, si comprese che Palorchestes non era un macropode, ma un diprodontide. La descrizione di Owen come canguro gigante, fu rivista nel 1958 da Jack T. Woods del Queensland Museum, che assegnò il genere ai Diprotodontia.
Nei registri fossili è stato possibile riconoscere cinque o sei specie:
- Palorchestes

- P. anulus Black, 1997
- P. azael Owen, 1873
- P. painei  Woodburne, 1967
- P. parvus De Vis, 1895
- P. pickeringi
- P. selestiae Mackness, 1995

Fossili dentari di un giovane adulto ritrovato in depositi pleistocenici del Queensland, potrebbero rappresentare una nuova specie, o essere collegati al dimorfismo sessuale in una specie più piccola.
Il genere è stato collegato a altri diprotontidi, Ngapakaldia and Pitikantia, poi riconosciuto come sottofamiglia Palorchestinae (Stirton,  1967), e in seguito elevato al rango di famiglia da Archer e Bartholomai nel 1978.
Palorchestes azael Owen, 1873, viene considerata la specie tipo.